# Талси
Талси (лет. Talsi, рус. Талсы) је један од значајних градова у Летонији. Талси је седиште истоимене општине Талси.

## Природни услови
Талси је смештен у западном делу Летоније, у историјској покрајини Курландији. Од главног града Риге град је удаљен 120 километара северозападно.
Град Талси развио се на Курландском полуострву, на приближно 70 метара надморске висине. Око града је равничарско подручје. Старо језгро града налази се између два мала језера ледничког порекла, којих је још много у околини.

## Историја
Први помен Талсија везује се за годину 1231. Град је добио градска права 1917. године.

## Становништво
Талси данас има приближно 11.000 становника и последњих година број становника опада.
Матични Летонци чине огромну већину градског становништва Талсија (90%), док остатак чине махом Руси (5-6%).

## Галерија слика
- Стара градска улица
- Лутеранска црква
- Кровови Талсија